# Naco, Arizona
Naco, Arizona (енгл. Naco) насељено је место без административног статуса у америчкој савезној држави Аризона.

## Демографија
По попису из 2010. године број становника је 1.046, што је 213 (25,6%) становника више него 2000. године.
| Група             | 2000.       | 2010.       |
| Белци             | 133 (16,0%) | 159 (15,2%) |
| Афроамериканци    | 2 (0,2%)    | 6 (0,6%)    |
| Азијати           | 0 (0,0%)    | 0 (0,0%)    |
| Хиспаноамериканци | 687 (82,5%) | 878 (83,9%) |
| Укупно            | 833         | 1.046       |